# Антелья
Антелья (валенс. Antella, ісп. Antella) — муніципалітет в Іспанії, у складі автономної спільноти Валенсія, у провінції Валенсія. Населення — 1454 особи (2010).

## Географія
Муніципалітет розташований на відстані близько 310 км на південний схід від Мадрида, 48 км на південь від Валенсії.

## Демографія
Динаміка населення (INE ):

## Галерея зображень

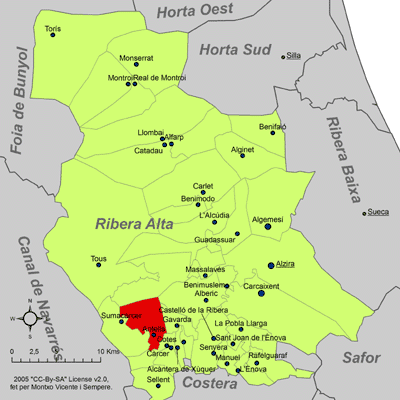
Розташування муніципалітету Антелья у комарці Рібера-Альта